# Tephrosia hispidula
Tephrosia hispidula är en ärtväxtart som först beskrevs av André Michaux, och fick sitt nu gällande namn av Christiaan Hendrik Persoon. Tephrosia hispidula ingår i släktet Tephrosia och familjen ärtväxter. Inga underarter finns listade i Catalogue of Life.